# Дьюберри (остров)
Дью́берри (англ. Dewberry) — остров в округе Калхун, Техас, США.
Дьюберри расположен в бухте Эспириту-Санто в бассейне Мексиканского залива. Остров имеет продолговатую форму и длину в несколько километров. Его площадь по данным на 1958 год составляла 980 акров (3,96 км²). Прежде остров составлял единое целое с соседним островом Блэкберри (англ. Blackberry), пока в нём не был прорыт канал, получивший название «армейский прорез» (англ. Army Cut). Канал используется для оперативного доступа кораблей к военной базе на противоположном берегу залива. Рельеф острова представлен плотными песчаными насыпями и болотами. На острове часто дует сильный южный ветер. Максимальная высота острова составляет 0,91 метров над уровнем моря.
Дьюберри совместно с соседним островом Лонг (англ. Long) составляет важную часть экосистемы залива Шолуотер (англ. Shoalwater), отделяющего острова от материка. Дьюберри пользуется популярностью у рыбаков и каякеров.